# Actinidia sorbifolia
Actinidia sorbifolia är en tvåhjärtbladig växtart som beskrevs av Chou Fen g Liang. Actinidia sorbifolia ingår i släktet aktinidiasläktet, och familjen Actinidiaceae. Inga underarter finns listade i Catalogue of Life.